# Harper Williams
Harper Terry Williams, más conocido como Harper Williams (nacido el 25 de mayo de 1971 en Bridgeport, Connecticut) es un exjugador de baloncesto estadounidense. Con 2,01 metros de estatura, su puesto natural en la cancha era el de ala-pívot.

## Historia
Jugó para varios equipos españoles tales como el TDK Manresa o el Estudiantes, además de haber participado en las ligas griega, francesa o italiana.
Entre su palmarés destacan los tres títulos que consiguió la temporada 1999-2000, cuando defendía los colores del Limoges galo: la liga y copa francesas y la Copa Korac. En España su logró más importante fue el proclamarse campeón de la copa del Rey 1995-96 mientras militaba en el TDK Manresa.
Con 2 metros justos de estatura, Williams siempre ocupó la posición de pívot y si bien al final de su carrera fue un jugador sobrio y efectivo, durante su juventud fue un portento físico tal como lo demuestra el premio a Jugador Más Espectacular de la liga ACB 1993-94 que le concedió la revista Gigantes del basket cuando prestaba sus servicios en el Elmar León.
La temporada 2008-09 la inició en las filas del Cáceres 2016 de la LEB de Oro de España, equipo al que había llegado mediada la temporada anterior. Tras la disputa de tan sólo tres jornadas por motivos disciplinarios, lo que le llevó a fichar por el Lobos UAD de Durango, de la LNBP mexicana.

## Trayectoria profesional
- Baloncesto León (1993-1994)
- Club Baloncesto Estudiantes (1994-1995)
- TDK Manresa (1995-1996)
- Club Baloncesto Estudiantes (1996-1997)
- León Caja España (1997-1999)
- CSP Limoges (1999-2000)
- Panionios Atenas (2000-2001)
- Fillattice Imola (2001-2002)
- Ricoh Manresa (2002-2005)
- CB Gran Canaria (2005-2006)
- Club Baloncesto Breogán (2006-2007)
- Cáceres 2016 (2007-2009)
- Lobos Grises de la UAD (2008-2009)
- Franca Basquetebol Clube  (2009-2010)

## Palmarés
- 1995-1996. Campeón de la Copa del Rey de baloncesto con el TDK Manresa.
- 1999-2000. Campeón de la LNB con el CSP Limoges.
- 1999-2000. Campeón de la Copa de Francia con el CSP Limoges.
- 1999-2000. Campeón de la Copa Korac con el CSP Limoges.